# Завада (Томашовський повіт)
Завада (пол. Zawada) — село в Польщі, у гміні Томашув-Мазовецький Томашовського повіту Лодзинського воєводства.
Населення — 649 осіб (2011).
У 1975-1998 роках село належало до Пйотрковського воєводства.

## Демографія
Демографічна структура станом на 31 березня 2011 року:
|          | Загалом | Допрацездатний вік | Працездатний вік | Постпрацездатний вік |
| -------- | ------- | ------------------ | ---------------- | -------------------- |
| Чоловіки | 305     | 73                 | 206              | 26                   |
| Жінки    | 344     | 73                 | 196              | 75                   |
| Разом    | 649     | 146                | 402              | 101                  |